# Sven Müller
Sven Tobias Müller (nacido el 16 de febrero de 1996) es un jugador de futbol profesional de Alemania que juega como portero en Dinamo Dresde.

## Estadísticas de carrera
| Club             | Estación      | Liga                | Liga         | Liga      | Taza         | Taza      | Total        | Total     |
| Club             | Estación      | División            | aplicaciones | Objetivos | aplicaciones | Objetivos | aplicaciones | Objetivos |
| ---------------- | ------------- | ------------------- | ------------ | --------- | ------------ | --------- | ------------ | --------- |
| 1. FC Colonia II | 2013-14       | Liga Regional Oeste | 1            | 0         | —            | —         | 1            | 0         |
| 1. FC Colonia II | 2014-15       | Liga Regional Oeste | 1            | 0         | —            | —         | 1            | 0         |
| 1. FC Colonia II | 2015-16       | Liga Regional Oeste | 11           | 0         | —            | —         | 11           | 0         |
| 1. FC Colonia II | 2016-17       | Liga Regional Oeste | 14           | 0         | —            | —         | 14           | 0         |
| 1. FC Colonia II | 2017-18       | Liga Regional Oeste | 27           | 0         | —            | —         | 27           | 0         |
| 1. FC Colonia II | Total         | Total               | 54           | 0         | —            | —         | 54           | 0         |
| 1. FC Colonia    | 2016-17       | Bundesliga          | 1            | 0         | 1            | 0         | 2            | 0         |
| Karlsruher SC    | 2018-19       | 3. Liga             | 2            | 0         | 0            | 0         | 2            | 0         |
| Carrera total    | Carrera total | Carrera total       | 57           | 0         | 1            | 0         | 58           | 0         |